# Forbidden Saga
Forbidden Saga je česká freewarová RPG hra z roku 2009. Jde o nepřímé pokračování hry Broken Hearts. Hra byla vytvořena v programu RPG maker. Vývoj dalšího pokračování hry je momentálně pozastaven.

## Příběh
Forbidden Saga vypráví o chlapci jménem Lance, který má jeden velký sen. Stát členem váženého cechu lovců. A na rozdíl od většiny svých současníků se pro svůj sen rozhodl něco dělat. Každý den proto vyrážel do lesa trénovat se svým „učitelem“, jenž ho naučil vše potřebné. Nyní přichází ta rozhodující chvíle, kdy se rozhodne, jestli na to Lance má.

## Postavy

### Lance
Hlavní hrdina hry. Pochází z vesnice Kizuna a chce se stát členem cechu lovců. Kvůli tomu trénuje se svým učitelem Valasem.

### Valas
Je Lancův učitel a jeden z nejsilnějších členů cechu lovců.

### Renna
Lanceova kamarádka z Kizuna. Rozhodne se Kizunu opustit i s Lancem.

### Cido
Stal se členem cechu těsně před Lancem. Není však příliš odvážný, a proto hned při svém prvním úkolu požádá Lance o pomoc.

### Baltheir
Vůdce žoldáků, kteří hledají Gabriela, jenž měl jejich skupinu zradit.

### Gabriel
Je znám také jako dvouoký a je poloviční démon. Byl členem žoldnéřské skupiny, kterou však za dramatických okolností opustil. Jeho současnou společnicí je Samantha. Kromě jeho starých přátel ho pronásleduje i Valas, který ho viní ze smrti svých rodičů.

### Rathanos
Je králem Vanadie. Touží po ovládnutí světa je odhodlán k tomu využít Tantalova šílenství.

### Samantha
Je démonka a společnice Gabriela.

## Zajímavosti
- Ve hře lze nalézt postavy z jiných her vytvořených Rebelem, například Chrona Heata z Broken Hearts, nebo Zaga ze Zag's Quest. Tyto odkazy se v herní komunitě běžně nazývají easter eggs.
- Forbidden Saga byla původně vyvíjena pod názvem Broken Hearts 2: Chronicles of the Second Kingdom. Projekt byl změněn z důvodu celkové složitosti systémů a vývojářově nedostatku času, nakonec však skončila hra z vývojářského hlediska jako ještě složitější, než Broken Hearts.